# Verbal Jint
Kim Jin-tae (hangeul: 김진태), mieux connu sous son nom de scène Verbal Jint (hangeul: 버벌 진트), né le 19 décembre 1980 à Séoul, est un rappeur et producteur sud-coréen, signé chez Brand New Music.
Le travail de Verbal Jint est notable pour ses innovations avant-gardistes dans le hip-hop sud-coréen. Il est également l'un des rares musiciens de la scène hip-hop underground sud-coréenne à avoir su combiner la musique mainstream et son genre dans un marché saturé par la K-pop,,.

## Impact
Avant les débuts officiels de Verbal Jint en 2001, il manquait au hip-hop coréen une composante fondamentale du rap : les rimes. Verbal Jint a plus tard déclaré dans une interview pour Korea Times, « Les gens avant nous n'avaient pas grand intérêt dans les rimes; les artistes avant nous se satisfaisaient du débit rapide et pensaient que c'était du rap — et ça s'est vendu. » Le mini-album qui a lancé la carrière de Verbal Jint, Modern Rhymes, a introduit des nouvelles innovations concernant la précision grammaticale qu'il fallait pour arranger le coréen en rimes. Il a été le premier à créer des vrais schémas de rimes en coréen et sa méthode est maintenant la norme pour rapper sur la scène hip-hop. Le travail sur les rimes et le flow de sa musique ont été considérés comme révolutionnaires dans l'industrie de la musique coréenne et ont donc rapidement changé la construction de la musique hip-hop coréenne, ainsi que son style et la qualité des paroles,,.

## Jeunesse et éducation
Verbal Jint est né à Séoul, en Corée du Sud. Il a étudié au lycée Hanyoung Foreign Language High School, a obtenu un diplôme en économie de l'Université Nationale de Séoul et est actuellement en congés pour obtenir un diplôme en droit à l'Université d'Hanyang.
Verbal Jint a effectué son service militaire obligatoire pour la Corée du Sud dans le cadre du programme KATUSA, où les soldats coréens qui montrent un haut niveau d'anglais et une fluidité dans la langue peuvent servir dans la 8e armée.

## Carrière

### 1999-2008: Débuts underground et innovation dans le hip-hop
Verbal Jint a commencé sa carrière de rappeur en tant que membre du crew hip-hop coréen « Show N Prove » (SNP) et a sorti ses premières chansons solo en 1999, notamment Big Brag, How High School et Foul. Il a sorti son premier mini-album Modern Rhymes en 2001,,. L'album est connu pour avoir introduit les schémas de rimes dans le rap coréen.
Il aura fallu attendre 2007 pour que Verbal Jint sorte de nouveaux morceaux, qui sont Favorite et 무명. L'année suivante, il a formé le crew hip-hop Overclass, avec les rappeurs Warmman et Lobotomy, parmi d'autres. Des chanteurs et rappeurs notables tels que San E, Swings et Urban Zakapa ont plus tard rejoint le crew.

### 2009-2011: Brand New Music et l'arrivée dans le monde de la musique mainstream
Verbal Jint a vécu son premier succès mainstream en 2009 lorsque son album Framed, sorti en 2008, a remporté le prix du Meilleur album hip-hop aux Korean Music Awards. En 2010, il commence à sortir ses morceaux sous le label Brand New Stardom, qui appartient aux rappeurs Cho PD et Rhymer. Lorsque la compagnie se sépare en deux en 2011, Verbal Jint choisit de suivre Rhymer avec son nouveau label Brand New Music.
En 2011, Verbal Jint a collaboré avec Swings, San E, L.E.O., Baby Bu, Dawn et le designer Brownbreath sur la chanson Stand Up, Japan!, dont tous les bénéfices générés grâce à la vente du single ont été reversés à des organisations de secours après le tsunami de Tohoku au Japon.
Plus tard dans l'année, il sort l'album Go Easy ainsi que son single You Look Good, qui a à la fin atteint la 5e place du Gaon Digital Chart,. Il a fait la promotion du single en octobre sur le programme musical You Hee-Yeol's Sketchbook, où il a également parlé de sa deuxième carrière en tant que prêteur de voix dans des publicités. Il a aussi interprété la chanson au Japon en tant qu'invité au concert du chanteur et acteur Jang Keun-suk au Tokyo Dome le 26 novembre.
Verbal Jint a eu son premier concert solo appelé « You Look Happier » en décembre 2011. Le même mois, il a fait sa première apparition sur le plateau du show musical M! Countdown.

### 2012-2014: Collaborations et première tournée mondiale
En juin 2012, Verbal Jint a fait partie de la première saison du hip hop reality show de Mnet, Show Me the Money. Son équipe, composée de lui-même et du nouveau rappeur Go Young Bin, a été éliminée au second tour après avoir interprété une version hip-hop de la chanson Breathe des miss A.
Le même mois, il sort l'album 10 Years of Misinterpretation. Les singles de l'album, Good Morning et Pretty Enough, furent des hits, atteignant la 5e et 6e place du Gaon Digital Chart,. Il a interprété Good Morning dans le cadre d'une collaboration spéciale avec le groupe 10cm en juillet au Green Groove Festival à Boryeong, où After School, Son Dam-bi, Wonder Girls et Akon se trouvaient également.
Verbal Jint a participé en 2013 à plusieurs collaborations qui furent un succès, avec notamment les singles qui furent des hits If It Ain't Love avec Ailee, Hello par le légendaire chanteur Cho Yong-pil, Take Care of Christmas avec Shin Seung Hun, et une cover de Only For You par Deux avec Bumkey,,,. Il a aussi collaboré en live avec le girlsband Girl's Day au Mnet 20's Choice Awards en juillet, et avec Bumkey et San E aux SBS Gayo Daejun awards en décembre,. Cette même année, il a réalisé son rêve de longue date qui était de collaborer avec Hyorin du groupe Sistar lorsqu'elle lui a fait la surprise de venir sur le plateau de You Hee-Yeol's Sketchbook sans l'avoir prévenu et a par conséquent interprété avec lui sa chanson You Look Good,.
En mai 2014, Verbal Jint a fait une tournée mondiale avec Bumkey, Beenzino, Kanto et Hwayoung et ont tenu des concerts à New York, Seattle, Los Angeles et Sydney. Il avait prévu de sortir un nouvel album nommé GO HARD Pt. 1: The OTHER SIDE avant la tournée, mais il a reculé sa sortie d'une durée indéterminée à cause de la tragédie du ferry Sewol. Plus tard au cours de la même année, un clip dans lequel il apparaissait a été repoussé à cause d'une autre catastrophe. On le voit avec Beenzino, Bobby, B.I et Mino dans le single d'Epik High Born Hater, tiré de leur huitième album studio Shoebox. Le clip devait pré-sortir le 17 octobre mais la date a été repoussée d'un jour afin de rendre hommage aux victimes du Pangyo Techno Valley vent collapse (en). La chanson a reçu un avertissement 19+ à cause de sa vulgarité et a été jugée inapproprié par KBS et ont refusé sa diffusion sur leurs chaînes. Cependant, la chanson a bien marché et a atteint la 3e place sur le Gaon Digital Chart.
Plus tard dans l'année, Verbal Jint a participé à Rainstorm by Rainstone, un morceau collaboratif avec le producteur Rainstone, le chanteur américain de R&B Brian McKnight et San E.

### Depuis 2015:Show Me the Moneyet le début d'un nouveau label
En 2015, Verbal Jint a fait sa première apparition dans l'émission télévisée Running Man dans un « hip hop star special » avec Jay Park, Jessi et d'autres rappeurs. Il a continué ses apparitions télévisuelles durant l'été en tant que juge de la 4e saison du programme hip hop reality de Mnet, Show Me the Money, où il représentait le label Brand New Music aux côtés de San E. Il a collaboré à des singles classés à des rappeurs ayant participé au show qui sont Black Nut et Basick, le dernier étant le gagnant de la saison en tant que part de l'équipe Brand New Music,,. Après la finale de l'émission, Verbal Jint a performé avec les juges et les participants de la saison à l'occasion d'une tournée qui a eu lieu en Corée du Sud et aux États-Unis. Plus tard dans l'année, il a fait des apparitions dans la première et la seconde saison du spin-off de Show Me the Money, Unpretty Rapstar, au cours duquel il a produit plusieurs singles pour des participants,.
Verbal Jint a sorti deux albums en 2015. Le 31 août, il a sorti le mini-album Yeoja avec Sanchez du trio hip-hop Phantom. Et après trois ans de préparation, il sort l'album GO HARD Pt. 1: The OTHER SIDE le 19 décembre. Il a également fait des collaborations sur plusieurs singles, notamment celui qui a lancé le début de la carrière solo de Taeyeon des Girls' Generation, nommé I. La chanson a atteint la première place sur huit charts musicales en temps réel, rapidement après sa sortie le 7 octobre.
En novembre 2015, des représentants de Brand New Music ont annoncé que Verbal Jint prévoyait de lancer un label indépendant tout en continuant de promouvoir sa musique sous Brand New Music.

## Travail de doublage
En plus de sa carrière de rappeur, Verbal Jint a prêté sa voix pour faire des voix-off ou de la narration pour plusieurs publicités et émissions. On a pu entendre sa voix pour les publicités sud-coréennes de marques comme Vitaminwater, LG et Hyundai.

## Discographie

### Chansons classées
| Année | Titre | Meilleure position | Meilleure position | Ventes            |
| Année | Titre | COR                | COR K-pop          | Ventes            |
| ----- | --- | ------------------ | ------------------ | ----------------- |
| 2011  | What Do You Know (니가 뭘 알아) par NS Yoon-G (ft. Verbal Jint)                                                           | 34                 | —                  | - KOR: 310,796+   |
| 2011  | You Look Good (좋아보여) (ft. The Black Skirts)                                                                           | 5                  | —                  | - KOR: 1,676,005+ |
| 2012  | Good Morning (ft. Kwon Jung-yeol de 10cm)                                                                                 | 5                  | 6                  | - KOR: 1,798,590+ |
| 2012  | Pretty Enough (충분히 예뻐) (ft. Sanchez de Phantom)                                                                      | 6                  | 8                  | - KOR: 1,913,775+ |
| 2013  | Good Start (시작이 좋아) (ft. Kang Min Hee)                                                                               | 5                  | 4                  | - KOR: 860,829+   |
| 2013  | Walking in the Rain (비범벅) (ft. Bumkey)                                                                                 | 6                  | 11                 | - KOR: 554,030+   |
| 2013  | I Can't Live Because of You par Seo In-guk (ft. Verbal Jint)                                                              | 4                  | 6                  | - KOR: 771,403+   |
| 2013  | If It Ain't Love (ft. Ailee)                                                                                              | 7                  | 10                 | - KOR: 923,610+   |
| 2013  | Hello par Cho Yong Pil (ft. Verbal Jint)                                                                                  | 4                  | 5                  | - KOR: 810,344+   |
| 2013  | Where Did You Sleep par San E (ft. Verbal Jint et Swings)                                                                 | 9                  | 8                  | - KOR: 570,537+   |
| 2013  | Be Warmed par Davichi (ft. Verbal Jint)                                                                                   | 1                  | 3                  | - KOR: 1,316,544+ |
| 2013  | Take Care of Christmas (크리스마스를 부탁해) (ft. Shin Seung-hun)                                                         | 55                 | 41                 | - KOR: 100,825+   |
| 2013  | Only For You (너에게만) (avec Bumkey)                                                                                     | 4                  | 4                  | - KOR: 481,146+   |
| 2014  | You Make Me Feel Brand New (avec San E, Bumkey, Swings, Phantom et Kanto)                                                 | 13                 | 17                 | - KOR: 192,831+   |
| 2014  | Just Another Rapper (avec Swings et San E)                                                                                | 23                 | —                  | - KOR: 189,354+   |
| 2014  | Naughty Hands par Sistar (ft. Verbal Jint)                                                                                | 7                  | —                  | - KOR: 350,470+   |
| 2014  | I Smell Autumn (ft. Eddy Kim)                                                                                             | 17                 | —                  | - KOR: 128,816+   |
| 2014  | Born Hater par Epik High (ft. Beenzino, Verbal Jint, B.I, Mino et Bobby)                                                  | 3                  | —                  | - KOR: 852,352+   |
| 2014  | Brand New Day (avec San E, Phantom, As One, P-Type, Taewan, Kang Min Hee, Kanto, Champagne & Candle, Yang Da Il et DJ IT) | 30                 | —                  | - KOR: 100,723+   |
| 2015  | Doin' It (avec Sanchez) (ft. Bumkey)                                                                                      | 17                 | —                  | - KOR: 199,640+   |
| 2015  | M.I.L.E. (Make It Look Easy) (avec Black Nut et San E)                                                                    | 22                 | —                  | - KOR: 153,439+   |
| 2015  | I'm The Man (avec Basick et San E)                                                                                        | 97                 | —                  | - KOR: 38,267+    |
| 2015  | I de Taeyeon (ft. Verbal Jint)                                                                                            | 1                  | —                  | - KOR: 1,294,441+ |
| 2015  | If The World Was Perfect (세상이 완벽했다면) (ft. Taeyeon)                                                                | 25                 | —                  | - KOR: 57,152+    |
| 2015  | Heat It Up (avec San E, Bumkey, Hanhae, Kanto, Kang Min Hee, Yang Da Il et Candle)                                        | 40                 | —                  | - KOR: 81,612+    |
| 2016  | Medicine (약도 없대요) par Baek Ji Young (ft. Verbal Jint)                                                                | 11                 | —                  | - KOR: 196,911+   |
| 2016  | Like A Flower (꽃같아) par Yoo Jae Hwan (ft. Verbal Jint)                                                                 | 20                 | —                  |                   |

## Filmographie

### Émissions télévisées
| Année | Titre                                        | Notes |
| ----- | -------------------------------------------- | --- |
| 2012  | Quiz Show Idol Preview (퀴즈쇼 아이돌시사회) | Apparition en tant que membre du panel.                                                                                       |
| 2012  | Show Me the Money                            | Éliminé au deuxième tour en tant que membre d'une équipe avec le rappeur Go Young Bin.                                        |
| 2015  | Running Man                                  | Invité à l'épisode 252. |
| 2015  | Show Me The Money 4                          | Apparition au cours de la saison en tant que producteur pour la « Team Brand New Music ». A été le mentor du gagnant, Basick. |
| 2015  | Unpretty Rapstar                             | Invité. A produit Good Start 2015 par Jimin et My Type par Cheetah et Jessi,.                                                 |
| 2015  | Unpretty Rapstar 2                           | Invité. A produit Me, Myself and I par Heize et If It Weren't For Music par Truedy,.                                          |

### Émissions musicales
| Année déc | Titre                     | Notes                                                                                                 |
| --------- | ------------------------- | --- |
| 2011      | M! Countdown              | A fait une performance pour l'épisode du 29 décembre.                                                 |
| 2011      | You Hee-yeol's Sketchbook | A fait une performance pour l'épisode du 27 octobre avec The Black Skirts et Jo Hyuna d'Urban Zakapa. |
| 2012      | You Hee-yeol's Sketchbook | Performance surprise avec Hyorin de Sistar.                                                           |
| 2013      | M! Countdown              | A interprété If It Ain't Love avec Kang Min Hee pour remplacer Ailee,.                                |
| 2013      | Music Bank                | A interprété If It Ain't Love avec Kang Min Hee pour remplacer Ailee,.                                |
| 2015      | You Hee-yeol's Sketchbook | A fait une performance pour l'épisode du 26 juin avec Sanchez.                                        |
| 2016      | You Hee-yeol's Sketchbook | A fait une performance pour l'épisode du 16 janvier.                                                  |

## Récompenses
| Année | Travail nommé      | Prix                         | Catégorie                                 | Résultat   |
| ----- | ------------------ | ---------------------------- | ----------------------------------------- | ---------- |
| 2004  | Verbal Jint        | HiphopPlaya Awards           | Artiste collaboratif de l'année           | Lauréat    |
| 2009  | Framed             | Korean Music Awards          | Meilleur album hip-hop                    | Lauréat    |
| 2011  | Go Easy            | Olleh Indie Awards           | Album du mois                             | Lauréat    |
| 2011  | Pretty Enough      | HiphopPlaya Awards           | Single de l'année                         | Lauréat    |
| 2011  | Pretty Enough      | HiphopPlaya Awards           | Clip de l'année                           | Lauréat    |
| 2012  | Verbal Jint        | Korean Music Awards          | Musicien masculin de l'année Netizen Vote | Lauréat    |
| 2012  | Good Morning       | Cyworld Digital Music Awards | Chanson du mois de juin 2012              | Lauréat    |
| 2012  | You Deserve Better | Mnet Asian Music Awards      | Meilleure performance de rap              | Nomination |
| 2013  | If It Ain't Love   | MelOn Music Awards           | Meilleure performance de rap              | Nomination |
| 2013  | If It Ain't Love   | Mnet Asian Music Awards      | Meilleure performance de rap              | Nomination |
| 2013  | If It Ain't Love   | Mnet 20's Choice Awards      | 20's Hot Rapper                           | Lauréat    |
| 2014  | Born Hater         | HiphopPlaya Awards           | Vidéo de l'année                          | Lauréat    |
| 2014  | Born Hater         | HiphopPlaya Awards           | Collaboration de l'année                  | Lauréat    |